# Gelasma
Gelasma is een geslacht van vlinders van de familie spanners (Geometridae), uit de onderfamilie Geometrinae.

## Soorten
- G. acutigoniata Inoue, 1989
- G. acutissima Walker, 1861
- G. adaptaria Prout, 1933
- G. albifulgens Prout, 1934
- G. albistrigata Warren, 1895
- G. albitaenia Prout, 1913
- G. ambigua Butler, 1878
- G. atrapophanes Prout, 1911
- G. auspicata Prout, 1917
- G. balteata Warren, 1907
- G. bicolor Warren, 1906
- G. brachysoma Prout, 1935
- G. calaina Turner, 1910
- G. caudipunctata Warren, 1907
- G. centrophylla Meyrick, 1888
- G. coerulea Warren, 1903
- G. commixta Warren, 1906
- G. convallata Warren, 1896
- G. cowani Butler, 1880
- G. cyanoconias Prout, 1933
- G. chromatocrossa Prout, 1935
- G. dissimulata Walker, 1861
- G. dysgenes Prout, 1935
- G. eumixis Prout, 1911
- G. extranbigue Inoue, 1989
- G. flagellaria Poujade, 1895
- G. fuscifimbria Prout, 1911
- G. fuscipuncta Warren, 1898
- G. fuscofrons Inoue, 1954
- G. glaucaria Walker, 1866
- G. grandificaria Graeser, 1890
- G. griseoviridis Warren, 1893
- G. habra Prout, 1935
- G. hemitheoides Prout, 1916
- G. illiturata Walker, 1863
- G. imitans Warren, 1906
- G. immacularia Fabricius, 1794
- G. inaptaria Walker, 1863
- G. insignipecten Prout, 1928
- G. insulsata Warren, 1897
- G. korintjiensis Prout, 1933
- G. lactipuncta Inoue, 1989
- G. lychnopasta Turner, 1915
- G. madecassa Viette, 1971
- G. magnipuncta Prout, 1916
- G. malagasy Viette, 1971
- G. melancholica Prout, 1912

- G. microdonta Inoue, 1989
- G. miyashitai Inoue, 1982
- G. mutatilinea Prout, 1916
- G. nubecula Warren, 1905
- G. orthodesma Lower, 1894
- G. panterpna West, 1930
- G. papuensis Warren, 1907
- G. patara Druce, 1888
- G. pervicax Prout, 1922
- G. prasina Warren, 1894
- G. protrusa Butler, 1878
- G. quadripunctata Inoue, 1989
- G. quadrizona Prout, 1934
- G. rufolimbata Inoue, 1989
- G. saturatior Prout, 1935
- G. selenosema Turner, 1941
- G. semiprotrusa Inoue, 1989
- G. sinuolata Inoue, 1989
- G. smaragdina Prout, 1913
- G. spumata Warren, 1906
- G. stuhlmanni Prout, 1933
- G. subannulata Prout, 1916
- G. sublustris Warren, 1899
- G. submacularia Leech, 1897
- G. submixta Prout, 1913
- G. subtaminata Prout, 1933
- G. thetydaria Guenée, 1857
- G. tibeta Chu, 1982
- G. unicolor Warren, 1899
- G. vagistriga Prout, 1938
- G. veninotata Warren, 1894
- G. versicauda Prout, 1920
- G. vinosifimbria Prout, 1935
- G. viridaurea Warren, 1899
- G. waterstradti Prout, 1933